# Donja Ržana
Donja Ržana (en serbe cyrillique : Доња Ржана ; en bulgare : Долна Ръжана) est un village de Serbie situé dans la municipalité de Bosilegrad, district de Pčinja. Au recensement de 2011, il comptait 51 habitants.

## Démographie
| 1948 | 1953 | 1961 | 1971 | 1981 | 1991 | 2002 | 2011 |
| ---- | ---- | ---- | ---- | ---- | ---- | ---- | ---- |
| 307  | 315  | 316  | 301  | 210  | 140  | 79   | 51   |

|  |